# 도요다촌 (시즈오카현 시다군)
도요다촌(일본어: 豊田村)은 일본 시즈오카현 시다군에 설치되었던 촌이다. 현재의 야이즈시 중심부에 해당한다.

## 역사
- 1889년 4월 1일 - 정촌제 시행에 의해 시다군 도요다촌이 성립하였다.
- 1953년 11월 1일 - 야이즈시에 편입해, 동일 도요다촌은 폐지되었다.

## 교통

### 철도
- 후지에다야키쓰마 궤도회사 (1900년 폐지)
  - 후지에다야키쓰마 궤도회사선

상기 외에 일본국유철도 도카이도 본선이 촌역을 통과하고 있으나 역은 존재하지 않았다. 현재 구촌역에 소재하는 니시야이즈역은 미개업이였다.

## 참고 문헌
- 角川日本地名大辞典編纂委員会,『角川日本地名大辞典 22 静岡県』, 角川書店, 1978年, ISBN 4040012208